# Mahogany Soul
Mahogany Soul é o segundo álbum de estúdio da cantora de R&B norte-americana Angie Stone, lançado em 16 de Outubro de 2001 nos Estados Unidos e Canadá pela editora discográfica J Records.

## Alinhamento de faixas
1. "Soul Insurance" (Angie Stone, Eran Tabib) – 5:00
2. "Brotha" (Stone, Raphael Saadiq, Harold Lilly, Glenn Standridge, Robert C. Ozuna) – 4:28
3. "Pissed Off" (Stone, Tabib, Rufus Moore, Stephanie Bolton) – 4:41
4. "More Than a Woman" (com Calvin) (Eddie Ferrell, Darren Lighty, Clifton Lighty, Balewa Muhammad, Calvin Richardson) – 4:53
5. "Snowflakes" (Moore, Jason Hairston, Dino Fekaris, Nick Zesses) – 3:49
6. "Wish I Didn't Miss You" (Andrea Martin, Ivan Matias, Leon Huff, Gene McFadden, John Whitehead) – 4:30
7. "Easier Said Than Done" (Stone, Lilly, Warryn Campbell, John Smith) – 3:56
8. "Bottles & Cans" (Gerald Isaac) – 3:54
9. "The Ingredients of Love" (with Musiq Soulchild) (Stone, Carvin Haggins, Ivan Barias, Taalib Johnson, Freddie Hubbard) – 3:56
10. "What U Dyin' For" (Stone, Ali Shaheed Muhammad) – 5:26
11. "Makings of You (Interlude)" (Curtis Mayfield) – 2:30
12. "Mad Issues" (Stone, Tabib, Moore) – 4:49
13. "If It Wasn't" (Stone, Aaron Burns-Lyles) – 4:22
14. "20 Dollars" (Isaac, Al Green) – 4:42
  - Contains elements of Al Green's "Simply Beautiful" (Al Green)
15. "Life Goes On" (Stone, Tabib, Petey Pablo) – 3:57
16. "The Heat (Outro)" (Stone, Tabib) – 1:54
17. "Brotha Part II" (com participação de Alicia Keys e Eve) (Stone, Saadiq, Lilly, Standridge, Ozuna, Jerry Marlon Beach) – 3:47
18. "Time of the Month" (Isaac) – 4:09

Edição japonesa
1. "Makin' Me Feel"

## Desempenho nas tabelas musicais
| País — Tabela musical (2001)                        | Melhor posição |
| --------------------------------------------------- | -------------- |
| Estados Unidos — Billboard 200                      | 22             |
| Estados Unidos — Top R&B/Hip-Hop Albums (Billboard) | 4              |

| País — Tabela musical (2002)                                | Melhor posição |
| ----------------------------------------------------------- | -------------- |
| Bélgica (Flandres) — Ultratop 50                            | 15             |
| Países Baixos — MegaCharts                                  | 15             |
| Finlândia — YLE                                             | 5              |
| Suécia — Sverigetopplistan                                  | 23             |
| Reino Unido — UK Albums Chart (The Official Charts Company) | 89             |

## Histórico de lançamento
| Região         | Data                     | Formato              | Editora discográfica    |
| -------------- | ------------------------ | -------------------- | ----------------------- |
| Estados Unidos | 16 de outubro de 2001    | CD, download digital | J Records               |
| Canadá         | Sony Music Entertainment | CD, download digital |                         |
| Reino Unido    | 12 de novembro de 2001   | CD, download digital | Arista Records          |
| Alemanha       | 12 de dezembro de 2001   | CD, download digital | Bertelsmann Music Group |
| Japão          | 12 de dezembro de 2001   | CD, download digital | Bertelsmann Music Group |
| Austrália      | 25 de fevereiro de 2002  | CD, download digital | Arista Records          |